# Aglaophenia curvidens
Aglaophenia curvidens is een hydroïdpoliep uit de familie Aglaopheniidae. De poliep komt uit het geslacht Aglaophenia. Aglaophenia curvidens werd in 1937 voor het eerst wetenschappelijk beschreven door Fraser. 